# Viroqua
Viroqua ist eine Stadt (mit dem Status „City“) und Verwaltungssitz des Vernon County im US-amerikanischen Bundesstaat Wisconsin. Im Jahr 2010 hatte Viroqua 4362 Einwohner.

## Geografie
Viroqua liegt im Südwesten Wisconsins, rund 35 km östlich des am Mississippi gelegenen Schnittpunktes der drei Bundesstaaten Minnesota, Iowa und Wisconsin.
Viroqua liegt in der Driftless Area genannten eiszeitlich geformten Region, die sich über das südöstliche Minnesota, das südwestliche Wisconsin, das nordöstliche Iowa und das äußerste nordwestliche Illinois erstreckt. Bei der letzten Eiszeit, der so genannten Wisconsin Glaciation, blieb die Region eisfrei, sodass sich die Flusstäler auch während dieser Zeit tiefer in das Plateau einschneiden konnten.
Die geografischen Koordinaten von Viroqua sind 43°33′25″ nördlicher Breite und 90°53′20″ westlicher Länge. Das Stadtgebiet erstreckt sich über eine Fläche von 9,84 km².
Nachbarorte von Viroqua sind Westby (11,9 km nordnordöstlich), La Farge (25,1 km östlich) und Readstown (18,1 km südöstlich).
Die nächstgelegenen größeren Städte sind Green Bay am Michigansee (328 km ostnordöstlich), Wisconsins Hauptstadt Madison (151 km ostsüdöstlich), Wisconsins größte Stadt Milwaukee (280 km in der gleichen Richtung), Rockford in Illinois (258 km südöstlich), die Quad Cities in Illinois und Iowa (254 km südlich), Cedar Rapids in Iowa (246 km südsüdwestlich), Rochester in Minnesota (174 km westnordwestlich) und die Twin Cities in Minnesota (268 km nordwestlich).

## Verkehr
Auf einem gemeinsamen Streckenabschnitt verlaufen die US-Highways 14 und 61 sowie der Wisconsin State Highway 27 in Nord-Süd-Richtung durch die Stadt Viroqua. Alle weiteren Straßen sind untergeordnete Landstraßen, teils unbefestigte Fahrwege sowie innerörtliche Verbindungsstraßen.
Im Norden des Stadtgebiets befindet sich mit dem Viroqua Municipal Airport ein kleiner Flugplatz. Die nächsten Verkehrsflughäfen sind der La Crosse Regional Airport (59,8 km nordwestlich), der Dubuque Regional Airport in Dubuque, Iowa (152 km südlich) und der Dane County Regional Airport in Madison (159 km ostsüdöstlich).

## Bevölkerung
Nach der Volkszählung im Jahr 2010 lebten in Viroqua 4362 Menschen in 2029 Haushalten. Die Bevölkerungsdichte betrug 443,3 Einwohner pro Quadratkilometer. In den 2029 Haushalten lebten statistisch je 2,06 Personen.
Ethnisch betrachtet setzte sich die Bevölkerung zusammen aus 97,1 Prozent Weißen, 0,6 Prozent Afroamerikanern, 0,3 Prozent amerikanischen Ureinwohnern, 0,6 Prozent Asiaten, 0,1 Prozent Polynesiern sowie 0,4 Prozent aus anderen ethnischen Gruppen; 1,0 Prozent stammten von zwei oder mehr Ethnien ab. Unabhängig von der ethnischen Zugehörigkeit waren 1,0 Prozent der Bevölkerung spanischer oder lateinamerikanischer Abstammung.
21,6 Prozent der Bevölkerung waren unter 18 Jahre alt, 54,8 Prozent waren zwischen 18 und 64 und 23,6 Prozent waren 65 Jahre oder älter. 53,9 Prozent der Bevölkerung war weiblich.
Das mittlere jährliche Einkommen eines Haushalts lag bei 33.803 USD. Das Pro-Kopf-Einkommen betrug 24.811 USD. 10,6 Prozent der Einwohner lebten unterhalb der Armutsgrenze.

## Bekannte Bewohner
- James Gillett (1860–1937), 22. Gouverneur von Kalifornien (1907–1911), geboren in Viroqua
- Mark Charles Lee (* 1952), Raumfahrer, geboren in Viroqua
- Jeremiah McLain Rusk (1830–1893), 15. Gouverneur von Wisconsin (1882–1889), starb in Viroqua
- Butch Vig (* 1957), Schlagzeuger, geboren und aufgewachsen in Viroqua